# Ich küsse Ihre Hand, Madame (1948)
Ich küsse Ihre Hand, Madame, auch bekannt als Kaiserwalzer (Original: The Emperor Waltz), ist ein US-amerikanisches Filmmusical von Billy Wilder aus dem Jahr 1948.

## Handlung
Wien um 1900: Der Amerikaner Virgil Smith kommt ins Österreich der k.u.k. Monarchie, um dort seine Grammophone zu verkaufen. Er will Kaiser Franz Joseph I. dazu bewegen, ihm dabei behilflich sein. Die Wachen des Kaisers halten sein Grammophon für eine Höllenmaschine und werfen ihn hinaus. Zufällig trifft er die Gräfin Johanna von Stolzenberg-Stolzenberg, die gerade beim Kaiser war, denn ihre reinrassige Pudeldame  Sherazade wurde dafür ausgewählt, dem kaiserlichen Pudel Nachkommen zu schenken. Johannas Vater, der finanziell klamme Baron Holenia, hofft mit dieser Liaison seinen Einfluss am Hof zu vergrößern. Zudem möchte er seine verwitwete Tochter Johanna so bald wie möglich wieder verheiratet wissen, vor allem mit einem reichen und wichtigen Mann.
Bei ihrer Begegnung am Hof streiten sich Virgils Hund Buttons und Johannas Sherazade miteinander, was den aristokratischen Hund zu einem Nervenzusammenbruch bringt. Der von Freud beeinflusste Tierarzt empfiehlt, dass Sherazade zur Lösung ihrer Ängste erneut Buttons begegnen soll. Johanna ist darüber gar nicht begeistert, befand sie durch Virgil für unverschämt und gewöhnlich. So kommt es zu weiteren Begegnungen zwischen den Hunden, die sich immer besser verstehen, und nach einigen Verwicklungen verlieben sich auch Herrchen und Frauchen ineinander. Am Hof entsteht bald ein Getuschel über die ungewöhnliche Liebe. Kaiser Franz Joseph rät Virgil dazu, seine Zukunftspläne mit Johanna aufzugeben, da nach seiner Erfahrung Ehen zwischen Aristokraten und Normalbürgern fast immer unglücklich verliefen. Virgil, der inzwischen den Kaiser für seine Erfindung begeistern könnte, gibt daraufhin gegenüber Johanna vor, er habe die Liebesbeziehung mit ihr nur begonnen, um in die Nähe des Kaisers zu kommen.
Ein paar Monate später kommen Sherazades Nachkommen auf die Welt, die jedoch etwas anders aussehen als erhofft: offenbar ist Buttons der Vater. Baron Holenia belügt den Kaiser, dass die Welpen tot geboren seien, und will diese unauffällig ertränken. Virgil, der kurz vor seiner Rückkehr in die USA noch einmal Johanna sehen und sich bei ihr entschuldigen wollte, kann das allerdings durch beherztes Eingreifen verhindern. Schließlich klären sich die Missverständnisse auf und Johanna erklärt, dass sie Virgil heiraten wolle, da sie mit ihm mehr Chancen auf ein Glück habe als mit einem Aristokraten, den sie nicht liebe. Baron Holenia bleibt nichts anderes übrig, als mit der betagten, aber sehr wohlhabenden Prinzessin Bitotska anzubandeln.

## Hintergrund
Der Film wurde im Jasper-Nationalpark in Alberta, Kanada, gedreht. Die Umgebung dort erschien Wilder allerdings nicht österreichisch genug, weshalb er mehrere Dutzend ausgewachsener Fichten sowie 4000 Gänseblümchen an den Ort verpflanzt haben soll. Wilder begründete das später damit, dass es sein erster Farbfilm als Regisseur war und er mit der Farbe des Films unzufrieden war.
Billy Wilder war später überhaupt nicht mehr angetan von diesem Film. Im Grunde hasste er Musical-Filme, weil dort seiner Meinung nach unmotiviert gesungen würde. Auch die Technicolor-Farben der 1940er-Jahre befand er für unnatürlich, wodurch selbst die Dialoge in Farbe falsch klingen würden. Im Laufe seiner weiteren Karriere drehte er nie wieder einen Film in diesem Stil. Als er dann das Musical Irma La Douce verfilmte, warf er alle Musiktitel raus. Trotz Wilders späterer Kritik an dem Film erwies er sich an den Kinokassen als großer Erfolg und auch die meisten damaligen Kritiker waren wohlwollend gestimmt.

## Musik
Bing Crosby sang in dem Film das Lied I Kiss Your Hand, Madame.

## Deutsche Synchronfassung
Eine erste deutsche Fassung von Ich küsse Ihre Hand, Madame wurde 1955 bei der Deutschen Mondial Film GmbH in Berlin erstellt. Im Auftrag der ARD erfolgte 1971 eine zweite Synchronfassung bei Lingua Film GmbH in München unter der Regie von Gert Rabanus, das Dialogbuch schrieb Robert Riehle. Der Film wurde erstmals am 24. März 1972 im Bayerischen Rundfunk gesendet.
| Rolle                     | Darsteller       | Synchronsprecher (Fassung 1955) | Synchronsprecher (Fassung 1971) |
| ------------------------- | ---------------- | ------------------------------- | ------------------------------- |
| Virgil Smith              | Bing Crosby      | Paul Klinger                    | Reiner Schöne                   |
| Johanna Augusta Franziska | Joan Fontaine    | Agnes Fink                      | Johanna Liebeneiner             |
| Baron Holenia             | Roland Culver    | Wolf Ackva                      | Karl Walter Diess               |
| Prinzessin Bitotska       | Lucile Watson    | Lina Carstens                   |                                 |
| Kaiser Franz-Josef        | Richard Haydn    | Max Brebeck                     | Karl Schönböck                  |
| Dr. Zwieback              | Sig Ruman        | Anton Reimer                    |                                 |
| Hofkämmerer               | Harold Vermilyea | Werner Lieven                   |                                 |

## Kritiken
Der Filmdienst brachte dem Film eine durchwachsene Meinung entgegen: „Eine verhaltene operettenhafte Komödie, zu der Victor Young eine Musik komponierte, die in den USA als "schmaltzy" empfunden wurde. Der gebürtige Österreicher Billy Wilder ist nicht auf dem Höhepunkt seines Könnens, liefert aber teilweise kraftvolle Karikaturen seiner beiden Heimatländer Österreich und Amerika.“

## Auszeichnungen
Der Film war 1949 in den Kategorien „Beste Kostüme in einem Farbfilm“ und „Beste Filmmusik“ für den Oscar nominiert.
Wilder und Brackett waren für ihr Drehbuch außerdem für einen Preis der Writers Guild of America nominiert.